# Suzuki Yusuke
Yusuke Suzuki (sinh ngày 19 tháng 5 năm 1982) là một cầu thủ bóng đá người Nhật Bản.

## Sự nghiệp câu lạc bộ
Yusuke Suzuki đã từng chơi cho Roasso Kumamoto, AC Nagano Parceiro, FC Machida Zelvia, Kamatamare Sanuki và SC Sagamihara.